# Listă de filme bazate pe lucrările lui Stephen King
Aceasta este o listă de ecranizări bazate pe lucrările lui Stephen King:

## Filme
- 1976 Carrie (bazat pe un roman din 1974)
  - 1999 The Rage: Carrie 2 (continuare a filmului din 1976)
  - 2002 Carrie (mini-serie, refacere a filmului din 1976)
- 1980 The Shining (bazat pe un roman din 1977)
  - 1997 The Shining (miniserial)
- 1982 Creepshow (format din cinci filme scurte, două bazate pe povestiri și trei scenarii originale)
  - 1987 Creepshow 2 (continuare a filmului din 1982)
  - 2007 Creepshow III (continuare neoficială; format din cinci filme scurte, niciun scenariu nu este scris de Stephen King)
  - 2011 Creepshow IV (continuare a filmului din 2007, producție Warner Bros. Pictures)
- 1983 Cujo (bazat pe un roman din 1981)
- 1983 The Dead Zone (bazat pe un roman din 1979)
  - 2002 "Wheel of Fortune" (episod din The Dead Zone, refacere a filmului din 1983)
  - 2002 "What it Seems" (episod din The Dead Zone, refacere a filmului din 1983)
- 1983 Christine (bazat pe un roman din 1983)
- 1984 Children of the Corn (bazat pe o povestire din 1977)
  - 1993 Children of the Corn II: The Final Sacrifice
  - 1995 Children of the Corn III: Urban Harvest
  - 1996 Children of the Corn IV: The Gathering
  - 1998 Children of the Corn V: Fields of Terror
  - 1999 Children of the Corn 666: Isaac's Return
  - 2001 Children of the Corn: Revelation
  - 2009 Children of the Corn
- 1984 Declanșatorul (Firestarter, bazat pe romanul Firestarter din 1980)
  - 2002 Firestarter 2: Rekindled (continuare a filmului din 1984)
- 1985 Cat's Eye (format din trei filme scurte, două bazate pe povestirile scurte "Quitter's, Inc." din 1978 și "The Ledge" din 1976, al treilea scenariu original)
- 1985 Silver Bullet (bazat pe nuvela Cycle of the Werewolf din 1983)
- 1986 Maximum Overdrive (bazat pe povestirea "Trucks" din 1973)
- 1986 Prietenii (Stand by Me) (bazat pe nuvela Cadavrul - The Body din 1982)
- 1987  Justiția viitorului (The Running Man) (bazat pe un roman din 1982)
- 1989 Cimitirul animalelor (bazat pe romanul din 1983)
  - 1992 Cimitirul animalelor II (continuare a filmului din 1989)
- 1990 Tales from the Darkside: Cat From Hell (film scurt, este o parte a filmului Tales from the Darkside: The Movie, bazat pe o povestire din 1977)
- 1990 Graveyard Shift (bazat pe o povestire din 1970)
- 1990 Misery (bazat pe un roman din 1987)
- 1992 Sleepwalkers (scenariu original)
- 1992 The Lawnmower Man (bazat pe o povestire din 1978)
  - 1996 Lawnmower Man 2: Beyond Cyberspace (continuare a filmului din 1992)
- 1993 The Dark Half (bazat pe romanul din 1989)
- 1993 Needful Things (bazat pe romanul din 1990)
- 1994 The Shawshank Redemption (bazat pe nuvela "Rita Hayworth and Shawshank Redemption" din 1982)
- 1995 The Mangler (bazat pe o povestire din 1972)
  - 2001 The Mangler 2 (continuare a filmului din 1995)
  - 2005 The Mangler Reborn
- 1995 Dolores Claiborne (bazat pe romanul din 1993)
- 1996 Thinner (bazat pe romanul din 1984)
- 1997 The Night Flier (bazat pe o povestire din 1988)
- 1998 Apt Pupil (bazat pe nuvela din 1982)
- 1999 The Green Mile (bazat pe romanul din 1996)
- 2001 Hearts in Atlantis (bazat pe romanul din 1999 "Low Men In Yellow Coats")
- 2003 Dreamcatcher (bazat pe romanul din 2001)
- 2004 Fereastra secretă (bazat pe nuvela din 1990 Fereastra secretă, grădina secretă, Secret Window, Secret Garden)
- 2004 Riding the Bullet (bazat pe o povestire din 2000)
- 2007 1408 (bazat pe o povestire din 1999)
- 2007 The Mist (bazat pe nuvela din 1980)
- 2007 No Smoking (un film Bollywood bazat pe o povestirea Quitters, Inc.)
- 2009 Cadillacul lui Dolan (bazat pe o povestire din 1985)
- 2011 It (refacere a filmului It din 1990 bazat pe romanul "It" din 1986)
- 2012 The Talisman (bazat pe romanul The Talisman din 1984.)
- 2011 Children of the Corn: Genesis (sequel al filmului din 2001)
- 2013 Carrie (a treia ecranizare a romanului din 1974)
- 2014 A Good Marriage (bazat pe nuvela din 2010, scenariu de Stephen King)
- 2014 Mercy (bazat pe povestirea "Gramma" din culegerea de povestiri a lui King din 1985 - Skeleton Crew)
- 2016 Cell (bazat pe romanul din 2006, scenariu de Stephen King)
- 2017 The Dark Tower (bazat pe romanul The Dark Tower III: The Wastelands din 1991, primul film dintr-o serie planificată, post-producție)
- 2017 It (bazat pe romanul omonim din 1986, post-producție)
- 2017 Children of the Corn: Runaway (sequel al filmului din 2011)
- 2017 Gerald's Game (bazat pe romanul omonim din 1992, producție)

## Televiziune

### Filme/Seriale TV
- 1979 Salem's Lot (bazat pe romanul din 1975)
  - 1987 A Return to Salem's Lot (continuare a miniseriei din 1979 )
  - 2004 Salem's Lot (refacere a miniseriei din 1979)
- 1990 It (bazat pe un roman din 1986)
- 1991 Sometimes They Come Back (bazat pe o povestire din 1974)
  - 1996 Sometimes They Come Back... Again
  - 1998 Sometimes They Come Back… for More
- 1991 Golden Years (scenariu original)
- 1993 Misterele din Haven Falls (The Tommyknockers) (bazat pe romanul The Tommyknockers din 1987)
- 1994 Virus mortal (The Stand) (bazat pe romanul The Stand din 1978)
- 1995 The Langoliers (bazat pe o nuvelă din 1990)
- 1997 Quicksilver Highway: Chattery Teeth (un fragment din filmul "Quicksilver Highway", bazat pe o povestire scurtă din 1992)
- 1997 Trucks (bazat pe o povestire scurtă din 1973)
- 1999 Storm of the Century (scenariu original)
- 2002 Rose Red (scenariu original)
  - 2003 The Diary of Ellen Rimbauer (continuare a miniseriei din 2002)
- 2004 Kingdom Hospital (bazat pe "The Kingdom" de Lars von Trier (sau Riget))
- 2006 Desperation (bazat pe romanul omonim din 1996)
- 2006 Vise și coșmaruri: Poveștile lui Stephen King (Nightmares and Dreamscapes) (opt episoade bazate pe opt povestiri scurte)
- 2010 Haven (bazat pe romanul The Colorado Kid din 2005)
- 2011 O mână de oase  (bazat pe romanul O mână de oase din 1998)
- 2013 Under the Dome [1] (bazat pe romanul omonim din 2009)
- 2014 Big Driver (film TV bazat pe nuvela omonimă din 2010)
- 2016 11.22.63 (serial TV produs de Hulu bazat pe romanul din 2011, 11/22/63)
- 2017 The Mist  (serial TV produs pentru rețeaua Spike, ca și filmul omonim, serialul este bazat pe nuvela omonimă din 1980)
- 2017 Mr. Mercedes  (serial TV produs de Audience bazat pe romanul din 2014, Mr. Mercedes)
- TBA Castle Rock

### Episoade
- 1985 Word Processor of the Gods (episod din serialul Tales from the Darkside, bazat pe o povestire din 1984)
- 1986 Gramma (episod din Zona crepusculară bazat pe o povestire din 1984)
- 1987 Sorry, Right Number (episod din Tales from the Darkside, scenariu original )
- 1990 The Moving Finger (episod din Monsters bazat pe o povestire din 1990)
- 1997 The Revelations of Becka Paulson (episod din La limita imposibilului, bazat pe o povestire scurtă din 1984)
- 1998 "Chinga" (episod din serialul Dosarele X. scenariu original)